# Denis Trček
Denis Trček, slovenski računalnikar, univerzitetni profesor, * 1963, Kranj.
Trček je leta 1988 diplomiral na Fakulteti za elektrotehniko
Univerze v Ljubljani, kjer je nato leta 1995 še doktoriral iz komunikacijske varnosti.
Po diplomi se je najprej zaposlil v  podjetju Iskra, nato pa na Inštitutu "Jožef Stefan" v Ljubljani. Leta 2007 se je kot pedagog zaposlil na Fakulteti za računalništvo in informatiko Univerze v Ljubljani, kjer od leta 2012 deluje kot redni profesor . Na fakulteti vodi Laboratorij za e-medije  in programsko skupino Vseprisotno računalništvo .
Leta 2002 je kot raziskovalec gostoval na Univerzi Ludwiga Maximiliana v Münchnu, leta 2015 pa kot Fulbrightov štipendist na Univerzi Stanford v ZDA . Trček je bil oziroma je še član  nacionalnih in mednarodnih strokovnih teles, kot je na primer European Network and Information Security Agency (ENISA)
 in IFIP working group 11.2 (Pervasive Systems Security) 
.
Kot vabljeni predavatelj se je udeležil številnih znanstvenih srečanj po Evropi in ZDA, vabljena predavanja pa je imel po številnih tujih univerzah .
Strokovno se je najprej ukvarjal z uvajanjem interneta v takratno Jugoslavijo, nato pa je začel raziskovati varnost in zasebnost na računalniških omrežjih in v informacijskih sistemih. Iz te problematike je Trček objavil več kot sto znanstvenih člankov in znanstveno monografijo pri založbi Springer .

## Izbrana bibliografija
- Trcek, D. (2006). Managing information systems security and privacy. Springer Science & Business Media.
- Trcek, D. (2011). Trust management in the pervasive computing era. IEEE security & Privacy, 9(4), 52-55.
- Trček, D. (2013). Lightweight protocols and privacy for all-in-silicon objects. Ad hoc networks, 11(5), 1619-1628.
- Trcek, D., & Brodnik, A. (2013). Hard and soft security provisioning for computationally weak pervasive computing systems in e-health. IEEE wireless communications, 20(4), 22-29.
- Trček, D. (2014). Qualitative Assessment Dynamics—Complementing Trust Methods For Decision Making. International journal of information technology & decision making, 13(01), 155-173.